# Andasjö
Andasjö är en sjö i Marks kommun i Västergötland och ingår i Viskans huvudavrinningsområde.